# Úmonín
Úmonín település Csehországban, a Kutná Hora-i járásban. Úmonín Černíny, Červené Janovice, Třebonín, Křesetice, Malešov, Opatovice I, Souňov és Kluky településekkel határos. Lakosainak száma 533 fő (2024. január 1.).

## Népesség
A település lakosságának változását az alábbi diagram mutatja:
| Lakosok száma | 1320 | 1314 | 1187 | 849  | 537  | 423  | 502  | 511  | 521  | 533  |
|               | 1869 | 1890 | 1921 | 1950 | 1980 | 2001 | 2017 | 2019 | 2022 | 2024 |